# Rick Carey
Richard "Rick" John Carey (Mount Kisco, 13 de março de 1963) é um nadador dos Estados Unidos, ganhador de três medalhas de ouro em Jogos Olímpicos.
Carey faria sua estréia internacional nas Olimpíadas de Moscou em 1980, mas teve que se retirar quando a equipe americana boicotou os Jogos devido à invasão soviética do Afeganistão. Em 1981, Carey foi o campeão americano tanto nos 100 m quanto nos 200 metros costas, estabelecendo um novo recorde nacional na segunda, depois de se mudar para a Universidade do Texas em Austin, para treinar com Eddie Reese. Em 1982, ele obteve ouros nos 200 m costas e revezamento 4x100 metros medley e prata nos 100m costas no Campeonato Mundial em Guayaquil, Equador.
Em 1983, Carey estabeleceu recordes mundiais de 55s38 nos 100m e 1m58s93 nos 200 metros costas, quebrando marcas definidas em 1976 por John Naber. No Jogos Pan-Americanos daquele ano, em Caracas, Venezuela, ele baixou o recorde dos 100 m para 55s19, e também venceu a prova de 200m, além de quebrar o recorde mundial no revezamento 4x100m medley, juntamente com Steve Lundquist, Gribble Matt e Rowdy Gaines, todos os quais foram recordistas mundiais em suas respectivas disciplinas.
Nos Jogos Olímpicos de Los Angeles em 1984, venceu ambas as provas de costas e novamente fez parte da equipe vencedora do revezamento medley. Carey criou uma pequena polêmica após a sua vitória nos 200m, quando, apesar de ganhar o ouro olímpico, ele ficou visivelmente infeliz por não ter quebrado seu próprio recorde mundial. Mais tarde, ele pediu desculpas e respondeu muito mais positivamente ao vencer os 100m, apesar de que também não ter batido seu próprio recorde mundial. Ele continuou a ganhar eventos a nível nacional, e se aposentou em 1986.
Ele quebrou nove recordes mundiais, cinco individualmente. Foi recordista mundial dos 100 metros costas entre 1983 e 1988, e dos 200 metros costas entre 1983 e 1984.
Foi eleito "Nadador do Ano" pela revista Swimming World Magazine em 1983. Atualmente trabalha para o Barclays Bank, em Londres.